# Haukur Heiðar Hauksson
Haukur Heiðar Hauksson (Akureyri, 1 de setembro de 1991) é um futebolista profissional islandês que atua como defensor, atualmente defende o AIK.

## Carreira
Haukur Heiðar Hauksson fez parte do elenco da Seleção Islandesa de Futebol da Eurocopa de 2016.